# Kronthaler Weiher

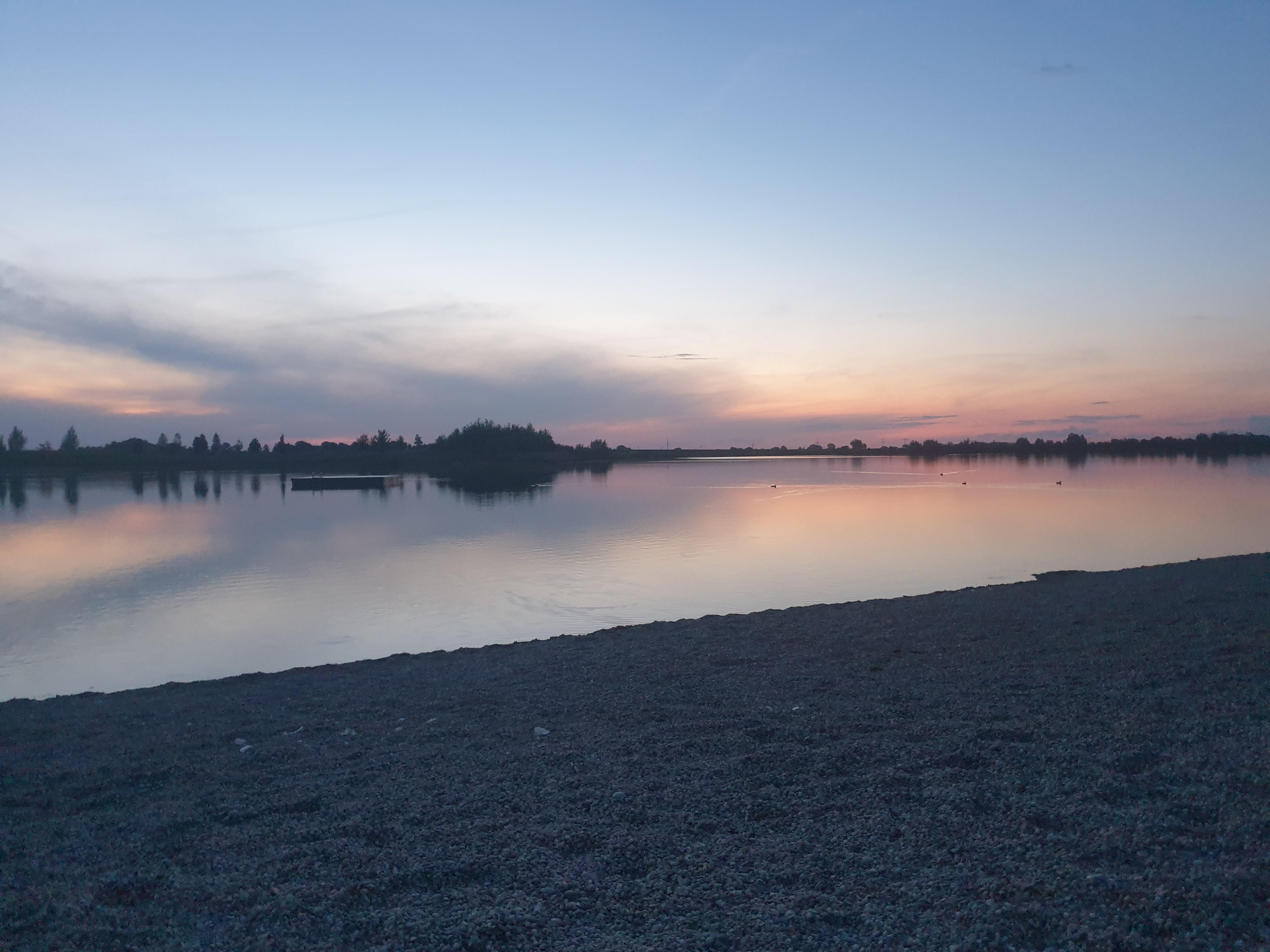
Kronthaler Weiher bei Sonnenuntergang

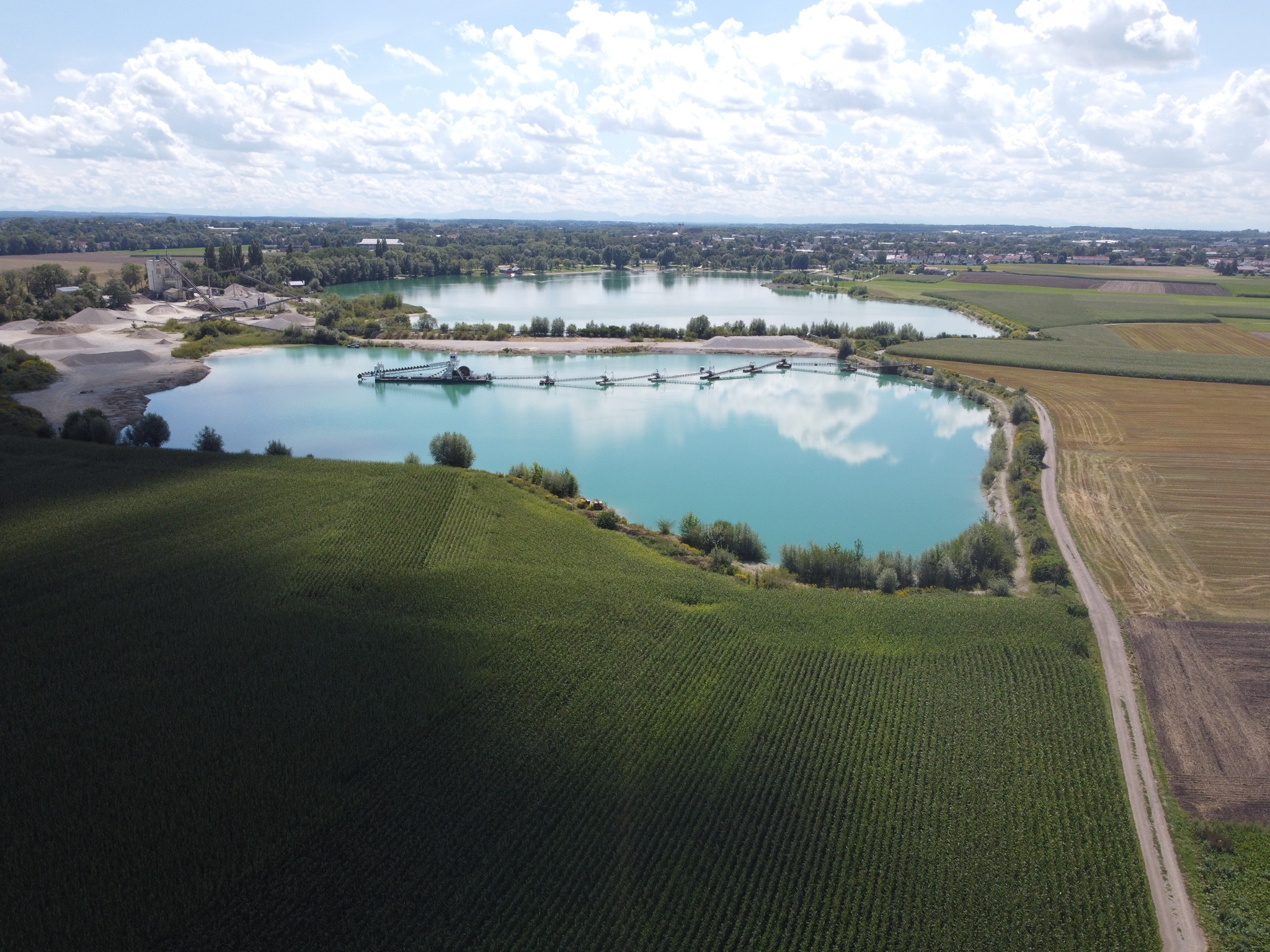
Kronthaler Weiher aus nördlicher Richtung

Der Kronthaler Weiher ist mit einer Fläche von 22 Hektar der größte Baggersee im Landkreis Erding. Er entstand ab 1965 zum Kiesabbau.

## Beschreibung
Heute ist er ein Naherholungsgebiet in einer Entfernung von 1,5 bis 2 Kilometern nördlich der Stadtmitte von Erding. Das Naherholungsgebiet wurde offiziell am 20. Mai 2017 von Oberbürgermeister Max Gotz eröffnet.
Der Weiher ist 750 Meter lang von Nord nach Süd und bis zu 600 Meter breit. Er hat eine durchschnittliche Tiefe von 9 Metern. Die maximale Tiefe beträgt 35 Meter. Der Weiher liegt auf einer Meereshöhe von 452 Metern.